# Vera (departement)
Vera is een departement in de Argentijnse provincie Santa Fé. Het departement (Spaans:  departamento) heeft een oppervlakte van 21.096 km² en telt 51.303 inwoners.

## Plaatsen in departement Vera
- Calchaquí
- Cañada Ombú
- Fortín Olmos
- Garabato
- Golondrina
- Intiyaco
- La Gallareta
- Los Amores
- Margarita
- Tartagal
- Toba
- Vera